# سرخلیجه (نهاوند)
سرخلیجه (نهاوند)، روستایی از توابع بخش گیان شهرستان نهاوند در استان همدان ایران است.

## جمعیت
این روستا در دهستان گیان قرار دارد و براساس سرشماری مرکز آمار ایران در سال ۱۳۹۵، جمعیت آن ۱۸۹نفر(۵۶خانوار) بوده‌است.